# Andinobates geminisae
Andinobates geminisae es una especie de rana venenosa, de la familia Dendrobatidae, que vive en  en Panamá, en el bosque lluvioso de la vertiente del Caribe.

## Hallazgo
Fue encontrada en 2011 en el río Caño y posteriormente en los ríos Coclé del norte y Belén, distrito de Donoso, provincia de Colón, Panamá. Fue descrita en 2014, tras el análisis filogenético molecular de ADN, por investigadores de la Universidad Autónoma de Chiriquí, la Universidad de los Andes (Colombia) y el Instituto Smithsonian de Investigaciones Tropicales.

## Descripción
Mide en promedio 12,7 mm de longitud. El dorso y el vientre son de color anaranjado brillante, uniforme; la cabeza es del mismo color con algunos puntos negruzcos encima y ojos negros; las patas tienen manchas oscuras, fuscas o pardas, y piel es lisa. El macho emite un peculiar llamado de advertencia.